# AMOS-17
AMOS-17是以色列商業通信衛星，屬於AMOS系列衛星。

## 歷史
AMOS衛星運營商Spacecom於2016年12月宣布，它已與波音公司簽署了一份價值1.61億美元的合同，以建造AMOS-17，以取代故障的AMOS-5衛星。

## 衛星描述
AMOS-17是一顆多波段高通量衛星。它具有Ka波段、Ku波段和C波段通信有效載荷。它建立在BSS-702MP衛星總線上，在Ka波段、Ku波段和C波段傳輸。它是AMOS-5的替代品，覆蓋非洲、歐洲和中東。

## 發射
它於2019年8月6日世界標準時間23:23:00由獵鷹9號運載火箭從佛羅里達州的卡納維拉爾角空軍基地SLC-40發射升空。

## 任務
據報導，這顆衛星的目標是位於東經17°，但在2019年11月上旬，它位於東經14°，自2019年8月19日以來一直處於該位置。衛星將其目的地恢復到17°同時再次向東。